# Przebudzenia
Przebudzenia – amerykański film obyczajowy z 1990 roku na podstawie książki Olivera Sacksa.

## Główne role
- Robert De Niro – Leonard Lowe
- Robin Williams – Dr Malcolm Sayer
- Julie Kavner – Eleanor Costello
- Ruth Nelson – Pani Lowe
- John Heard – Dr Kaufman
- Penelope Ann Miller – Paula
- Alice Drummond – Lucy
- Judith Malina – Rose

i inni

## Opis fabuły
Bronx, lato roku 1969. Do szpitala psychiatrycznego trafia dr Malcolm Sayer. Jego pacjentami są ofiary epidemii śpiączkowego zapalenia mózgu z lat 20. Od kilkudziesięciu lat pozostają w stanie katatonii, nie mają najmniejszego kontaktu z otoczeniem. Pielęgniarki traktują ich jak manekiny. Dr Sayer przez przypadek odkrywa, jak im pomóc. Prowadzi eksperymentalną terapię. Jeden z pacjentów, Leonard Lowe, czyni zaskakujące postępy. Niedługo potem pojawiają się jednak nieoczekiwane komplikacje.

## Nagrody i nominacje
Oscary za rok 1990
- Najlepszy film – Walter F. Parkes, Lawrence Lasker (nominacja)
- Najlepszy scenariusz adaptowany – Steven Zaillian (nominacja)
- Najlepszy aktor – Robert De Niro (nominacja)

Złote Globy 1990
- Najlepszy aktor dramatyczny – Robin Williams (nominacja)